# أشلي بالارد
أشلي بالارد (بالإنجليزية: Ashley Ballard)‏ هي مغنية أمريكية، ولدت في 9 يونيو 1985 في ميسيون فيجو في الولايات المتحدة.

## وصلات خارجية
- أشلي بالارد على موقع ميوزك برينز (الإنجليزية)
- أشلي بالارد على موقع ديسكوغز (الإنجليزية)